# Focal-JMLab
Focal-JMLab — французька приватна компанія, власник торгових марок аудіотехніки Focal і Focal Professional. 
Компанія заснована в 1979 році в Сент-Етьєні аудіоінженером Жаком Маулем (Jacques Mahul). До заснування Focal-JMLab Жак Мауль був головним розробником компанії Audax, у той час найбільшого французького виробника електроакустичної продукції. Складова частина назви «JMLab» означає «Jacques Mahul's Laboratory», тобто «Лабораторія Жака Мауля» і відображає історію розвитку і філософію компанії. Спочатку розробка і виробництво продукції велися лабораторії високоточної механіки батька Жака Мауля. Однак і після переїзду в новий головний офіс загальною площею 12,5 тис. кв. м. в тому ж місті назву «Лабораторія» вирішено було зберегти для підкреслення інноваційного характеру та рівня технологій.
Першою продукцією компанії стали домашні акустичні системи JMLab, а також окремі динаміки Focal, що пропонувалися стороннім виробникам домашніх акустичних систем.
В даний час Focal-JMLab є найбільшим виробником акустичних систем у Франції, входить у цій сфері електроніки в Top 3 в Європі і Top 10 — у світі. Продукція компанії поставляється в 80 країн світу.
Основні виробничі потужності для динаміків і акустичних систем знаходяться в головному офісі компанії у Сент-Етьєні. Також Focal-JMLab належать заводи з виробництва корпусів акустичних систем, розташовані в Бурбон-Лансі і По (Франція).
2011 рік: злиття Focal і британської Naim Audio в Vervent Audio Group [Архівовано 7 листопада 2017 у Wayback Machine.] (раніше, обидві компанії чинили опір глобальному переміщенню виробництва до Китаю і зберегли виробничі потужності у своїх країнах); тепер об'єднання має найбільшу мережу дистрибуції в багатьох країнах.

## Продукція

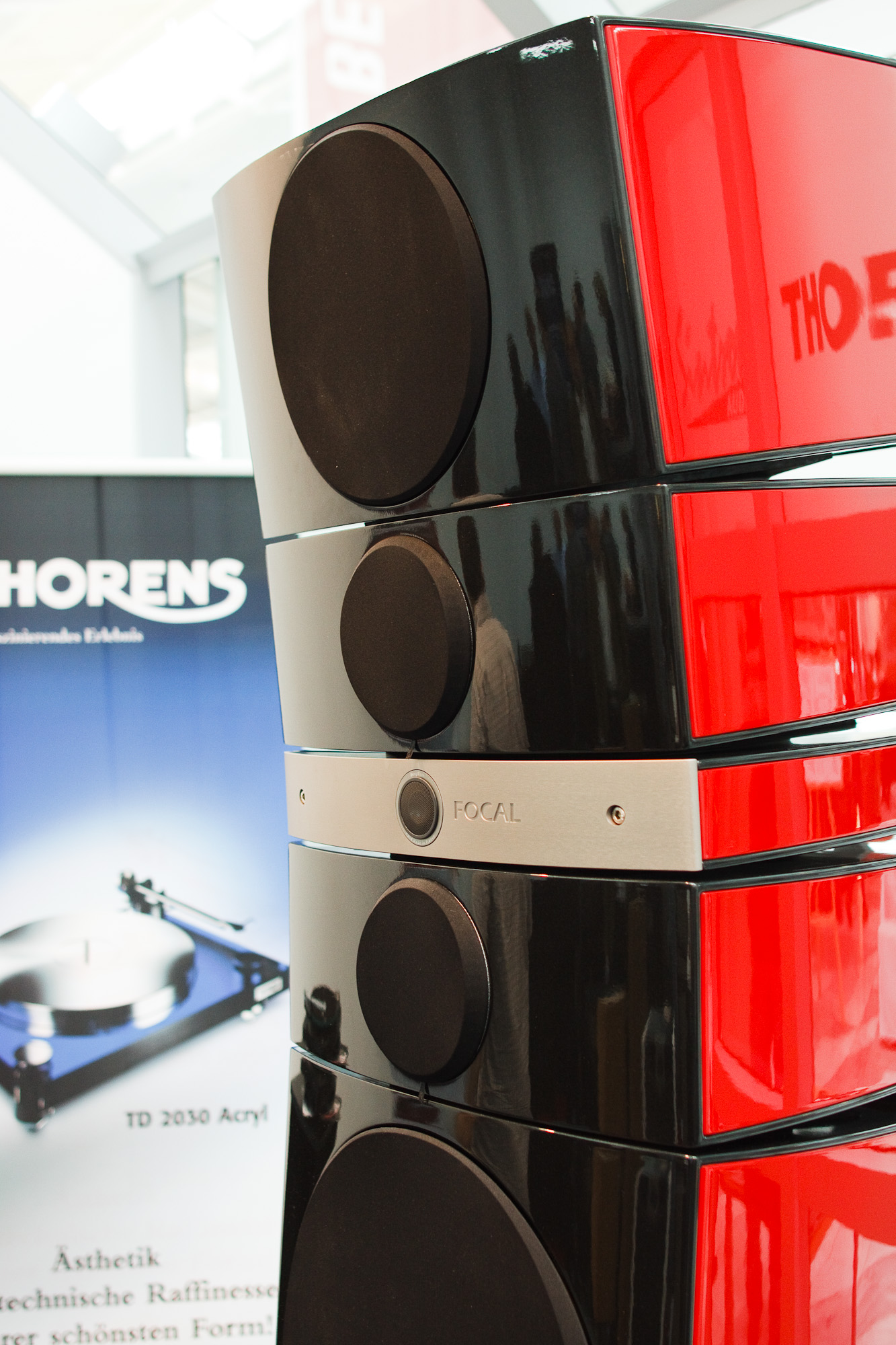
Focal Grande Utopia

В даний час Focal-JMLab розробляє і виробляє аудіопродукцію трьох основних сфер застосування:
- Домашні акустичні системи під маркою Focal (раніше іменувалися JMLab), призначені для високоякісного стереофонічного (лінійки: Utopia, Sopra, Electra, Kanta, Aria, Chorus, сабвуфери та навушники) або багатоканального звуковідтворення. В асортимент домашньої аудіопродукції також входять компактні аудіосистеми оригінального дизайну, в тому числі орієнтовані на використання з персональним комп'ютером і плеєрами Apple iPod/iPhone. Топові Grand Utopia представлені у 1995 році на  Stereophile's HI-FI Show у Лос-Анжелесі[4]. Focal Diablo Utopia отримали нагороду EISA за кращі домашні High-End акустичні системи 2009-2010 року[5]
- Автомобільні акустичні системи, сабвуфери і підсилювачі під маркою Focal; Отримали нагороду EISA за найкращі автомобільні акустичні системи 2003-2004, за Focal Polyglass 165 V2[6], нагороду EISA за найкращі автомобільні акустичні системи 2005-2006, за Focal Utopia Be kit No.6, нагороду CES Innovations Design and Engineering Award в категорії «Автомобільна аудіотехніка» 2006 р., за акустичні системи Focal Utopia Be kit No.7[7]
- Професійні контрольні монітори та сабвуфери під маркою Focal Professional для студій звукозапису і домашніх студій. Включає наступні лінійки:[8].
  - SM9 — триполосні монітори, переможці MIPA Award[9] і PAR Excellence Awards[10] у 2012 році.
  - SM6 — включає триполосні монітори Trio6 Be і Twin6 Be, двополосні монітори Solo6 Be і сабвуфер Sub6
  - Shape — складається з представлених у 2017 році двополосних Shape 65, 50 і 40 та триполосних Twin Shape, представлених у 2018 році. Переможці MIA Trusted Music Store Product of the Year 2017 Award[11], Highly Commended Monitor у The Best Monitors від Musictech Gear Of The Year 2017[12]
  - CMS 65, 50, 40, CMS Sub — лінійка, представлена у 2008 році і заміщена лінійкою Shape у 2017 році. Отримали PAR Excellence Awards 2008[13] і MIPA Award 2010[14]
  - Alpha 80, 65, 50 — нагорода найкращі монітори від Musictech Gear of the Year 2015[15]
  - навушники Utopia, Clear, Listen, Spirit

Окремі динаміки Focal продовжують поставлятися стороннім виробникам домашніх акустичних систем, однак цей напрям зараз складає дуже малу частку в діяльності компанії.

## Ключові фігури
- Жак Мауль — президент і засновник компанії.
- Жерар Кретьєн (Gerard Chretien) — віце-президент, керівник напрямку домашньої та професійної аудіотехніки.
- Гі Бонневіль (Guy Bonneville) — керівник напрямку автомобільної аудіотехніки.

## Галерея

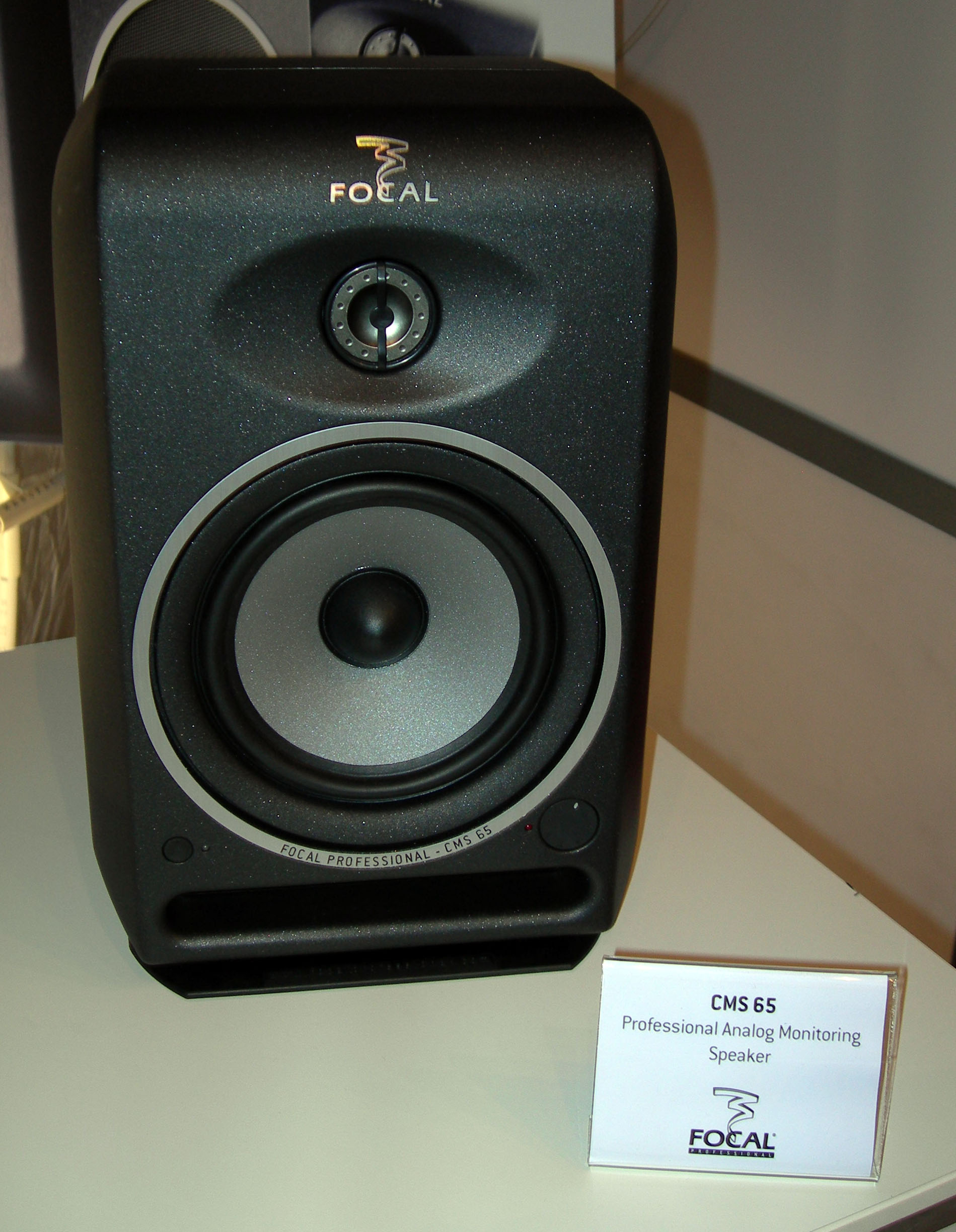
Focal CMS 65 на IBC 2008
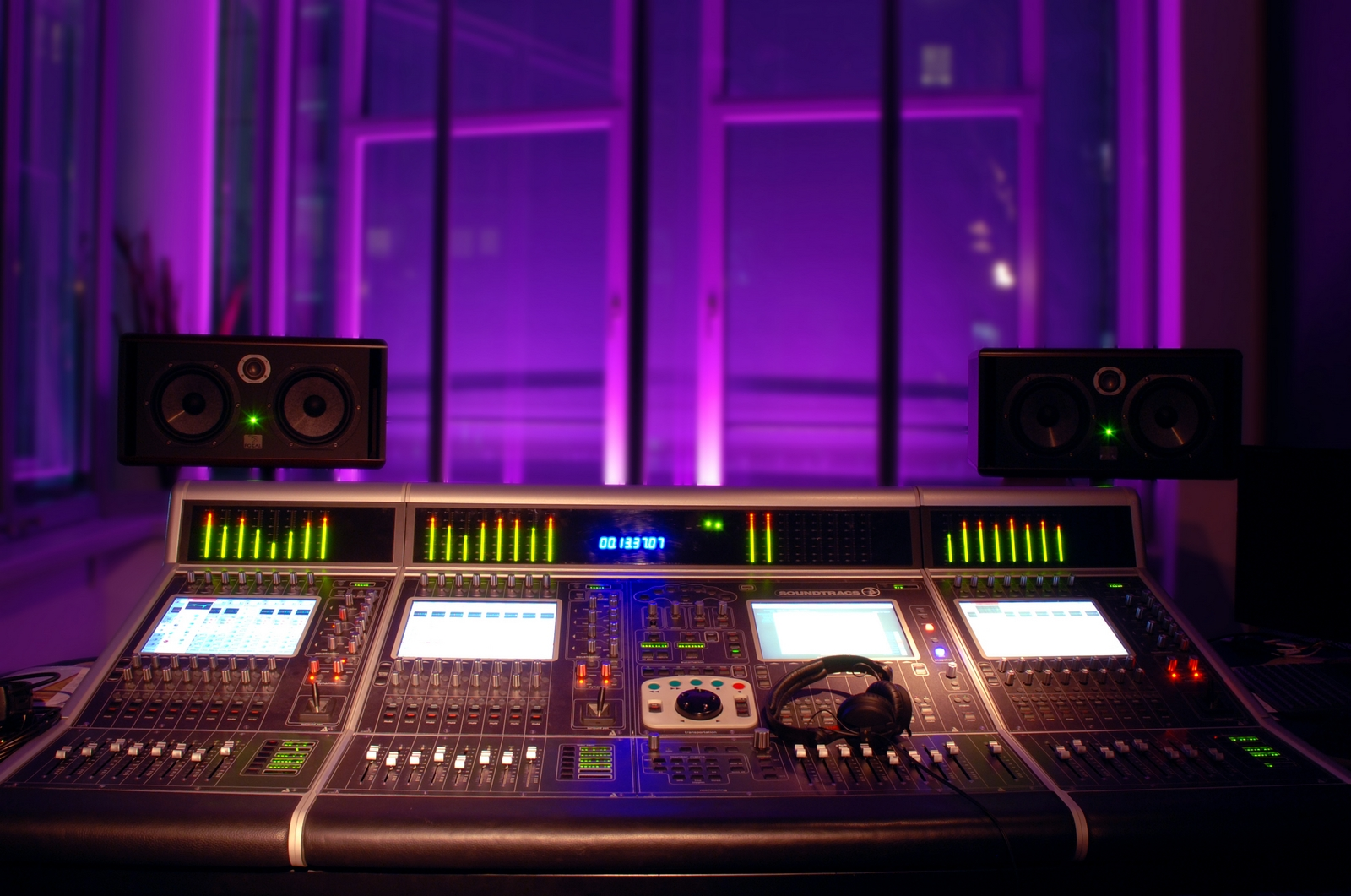
Focal Twin6 Be у студії
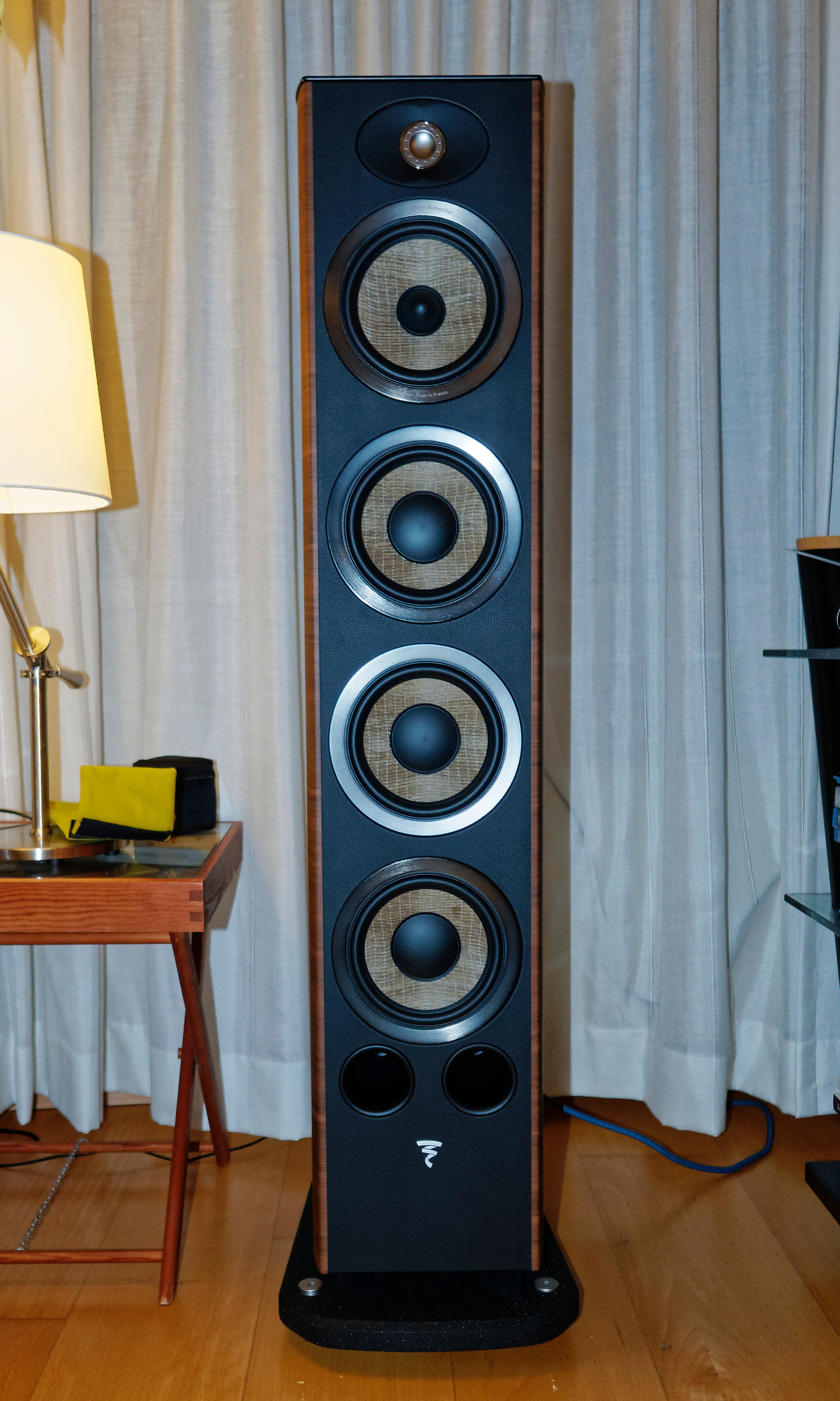
Focal Aria 936
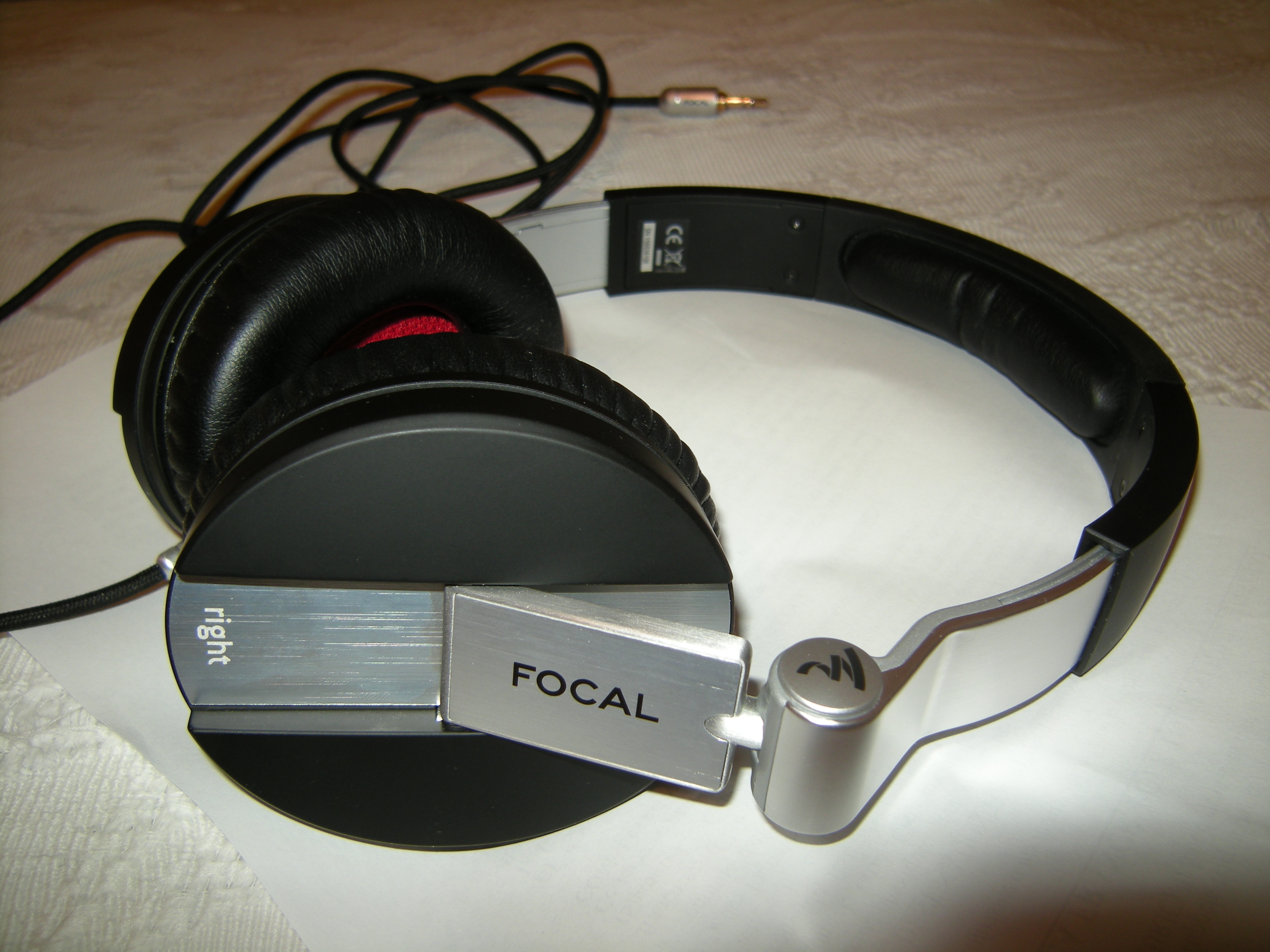
Навушники Focal Spirit One